# کهن شنبه
کهن شنبه یا محمدآباد روستایی در دهستان تمین بخش لادیز شهرستان میرجاوه استان سیستان و بلوچستان ایران است.

## جمعیت
بر پایه سرشماری عمومی نفوس و مسکن در سال ۱۳۹۵ جمعیت این مکان ۲۲۱ نفر (۵۳خانوار) بوده‌است.